# Euzophera watanabei
Euzophera watanabei is een vlinder uit de familie van de snuitmotten (Pyralidae). De wetenschappelijke naam van de soort is voor het eerst geldig gepubliceerd in 1980 door Roesler & Inoue.